# Olaf Benneche
Olaf Benneche, född 18 september 1883 och död 1931, var en norsk författare.

Benneche inlade stora förtjänster i folkbildningsarbetet i sin hemstad, Kristiansand, där han från 1917 var föreståndare för folkbiblioteket. Från 1904 utgav han en rad romaner med motiv ur norskt borgarliv under tidigt 1800-tal. Hans stora genombrott kom dock med trilogin Rygnestadgutten, Knekten Munius och De bönder av Raabygdelag (1911-13), skildrande norskt bondeliv under 1500-talet. Bland hans övriga romaner märks Skoggang (1909), Kristen Stöles gjenvordigheter (1915) och Juvet (1928).